# تیغ اوکام

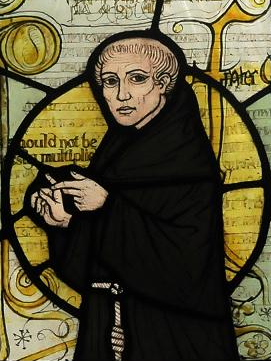
ویلیام اُکام

تیغ اُکام (به انگلیسی: Occam's razor) اصل منسوب به ویلیام اکام، منطق‌دان و فیلسوف انگلیسی است.
در سده ۱۴ میلادی ویلیام اُکام اصلی را مطرح کرد که به «تیغ اکام»، «اُستُرهٔ اُکام»، «اصل امساک» یا «اصل اختصار تبیین» آوازه یافت. طبق این اصل، هرگاه دربارهٔ علت بروز پدیده‌ای دو توضیح مختلف ارائه شود، در آن توضیحی که پیچیده‌تر باشد، احتمال وجود اشتباه بیش‌تر است و بنابراین در شرایط مساوی احتمال صحیح بودن توضیح ساده‌تر بیش‌تر است.

## صورت تیغ اکام
صورت نخستین این مهاد در لاتین چنین است: 
.Numquam ponendo est pluritas sine necessitate

که در زبان انگلیسی به این شکل ترجمه می‌شود:
.Entities are not to be multiplied without necessity 
ترجمهٔ مستقیم آن در فارسی به شکل زیر است:
موجودیت‌ها یا وجودها (نهادها) نباید بدون ضرورت افزایش یابد.
ترجمهٔ آزاد آن چنین می‌شود:
در توضیح و توصیف بخش‌های ناضروری را حذف کن.
و به صورت متداول‌تر:
«میان دو نگره که توان توصیف و پیش‌بینی یکسانی دارند، ساده‌ترین را بگزین.»
در این‌جا منظور از «ساده‌ترین» نگره، نگره‌ای است که کم‌ترین انگاشت‌ها در آن به کار رفته باشد.
بدین ترتیب در مواقعی که باید برای چیزی توضیحی پیدا کنیم، باید همیشه حداقل فرض‌های لازم را به کار بگیریم. بدون ضرورت نباید وجود چیزی را مسلم فرض کرد. در نگاه نخست شاید نامعقول به نظر برسد که بگوییم احتمال درست بودن توضیحات ساده‌تر بیشتر از پیچیده‌ترهاست؛ اما چنین است. البته شرط «مساوی بودن سایر موارد» هم در این میان اهمیت فراوان دارد.

## پیشینه و دلیل
ویلیام اُکام این اصل را از ارسطو اخذ کرده است. ارسطو در کتاب پنجم طبیعیات خود آن را «اصل کارافزایی» نامیده و گفته است: «طبیعت برای عمل، کوتاه‌ترین راه ممکن را اختیار می‌کند.»
ویلیام اکام از طرفداران نام‌گرایی بود و وجود واقعی مفاهیم کلی را انکار می‌کرد و باور داشت که وجود حقیقی تنها از آنِ افراد جزئی‌ست، نه مفاهیم کلی؛ و چون علم به افراد جزئی تنها از راه حس و شهود حاصل می‌شود و مفاهیم کلی و انتزاعی نمی‌توانند مبدأ علم انسان قرار گیرند، در روش علمی باید تا اندازهٔ ممکن از این مفاهیم انتزاعی پرهیز کرد.

## کاربردها

### در علم و در فلسفهٔ علم
این اصل در ابداع نظریه‌های علمی کاربرد دارد و بیان می‌دارد اگر دو نظریه مشابه دارید که به نتیجه‌ای یکسان می‌رسند، آن که ساده‌تر است، ارزش بیش‌تری دارد.
یکی از کاربردهای این اصل در برنامه‌نویسی رایانه این است که برنامه‌های نوشته شده باید بهینه باشند.
توجه به این جمله از اینشتین نیز در کنار اصل فوق توصیه می‌شود: «هرچیز را باید تا آن‌جا که ممکن است ساده کرد، اما نه ساده‌تر از آن.»
این اصل همچنین در گزارش‌های پزشکی کاربرد بسیار یافته است.
در علم آمار برخی اوقات دو مدل آماری مختلف می‌توان یافت که هر دو مشاهده‌های انجام شده را توضیح می‌دهند. این دو مدل ممکن است دارای پارامترهای آزاد متفاوتی باشند. افزایش پیچیدگی مدل (افزودن پارامترهای آزاد اضافی) باعث کاهش احتمال درست بودن آن مدل می‌گردد.

### در فلسفهٔ دین
از این ایده در فلسفه دین هم در جهت اثبات وجود خدا و هم در جهت نفی وجود او استفاده شده است. از طرفی ریچارد داوکینز استدلال می‌کند که باور به خدا کمکی به فهم جهان نمی‌کند و تنها چیزی اضافی و زاید است، و بنابراین باید حذف شود. از طرف دیگر ریچارد سوئین برن وجود خدا را ساده‌ترین توضیح برای تجربه‌های مذهبی می‌داند. همچنین از تیغ اُکام در نظریه جهان تنظیم‌شده و در رد توضیح «وجود جهان‌های موازی» استفاده شده است. اما این استدلال نیز مورد اختلاف نظر بوده است.

### در زبان
در زبان نیز از میان دو زنجیرهٔ واژگانی که یک معنا را می‌رسانند، در شرایط متساوی، زنجیرهٔ ساده‌تر درست‌تر است. برای نمونه از میان این دو جمله، جملهٔ نخست، درست است و جملهٔ دوم، حاوی انبوهی از خطاهاست:
- این تابلو را کمال الملک کشیده است.

- این تابلو توسط کمال الملک کشیده شده است.

در زبان‌شناسی، این اصل با عنوان اصل کم کوشی یا تنبلی زبانی یا اقتصاد زبانی مطرح است و موتور محرکهٔ زبان و عامل تبدیل زبان‌های پیچیدهٔ باستانی (مانند فارسی باستان) به زبان‌های سادهٔ نوین (مانند فارسی میانه و فارسی دری) دانسته می‌شود. آنچه در تاریخ زبان فارسی، متون پایه فارسی نامیده می‌شود، مانند تاریخ بلعمی و ترجمهٔ تفسیر طبری، مبتنی بر اصل استرهٔ اکام و موسوم به نثر مرسل است. همچنین والاترین آثار منظوم فارسی که با صفت «سهل ممتنع» معروف اند، مانند شاهنامهٔ فردوسی و غزلیات سعدی، همواره ساده‌ترین روش‌های اجرای یک مضمون را از میان چندین روش ممکن، برگزیده‌اند.